# Prophetstown (Illinois)
Prophetstown es una ciudad ubicada en el condado de Whiteside en el estado estadounidense de Illinois. En el Censo de 2010 tenía una población de 2080 habitantes y una densidad poblacional de 575,69 personas por km².

## Geografía
Prophetstown se encuentra ubicada en las coordenadas 41°40′13″N 89°56′7″O / 41.67028, -89.93528. Según la Oficina del Censo de los Estados Unidos, Prophetstown tiene una superficie total de 3.61 km², de la cual 3.55 km² corresponden a tierra firme y (1.72%) 0.06 km² es agua.

## Demografía
Según el censo de 2010, había 2080 personas residiendo en Prophetstown. La densidad de población era de 575,69 hab./km². De los 2080 habitantes, Prophetstown estaba compuesto por el 97.69% blancos, el 0.67% eran afroamericanos, el 0.19% eran amerindios, el 0.38% eran asiáticos, el 0% eran isleños del Pacífico, el 0.38% eran de otras razas y el 0.67% pertenecían a dos o más razas. Del total de la población el 2.31% eran hispanos o latinos de cualquier raza.